# Gless Peak
Gless Peak är en bergstopp i Antarktis. Den ligger i Östantarktis. Nya Zeeland gör anspråk på området. Toppen på Gless Peak är 2 631 meter över havet, eller 288 meter över den omgivande terrängen. Bredden vid basen är 4,1 km.
Terrängen runt Gless Peak är kuperad åt nordost, men åt sydväst är den platt. Trakten är obefolkad. Det finns inga samhällen i närheten. 